# Liste der Nummer-eins-Hits in Frankreich (1998)
Diese Liste enthält alle Nummer-eins-Hits in Frankreich im Jahr 1998. Es gab in diesem Jahr elf Nummer-eins-Singles und 13 Nummer-eins-Alben.
| Singles | Alben |
| --- | --- |
| - Florent Pagny – Savoir aimer - 9 Wochen (9. November 1997 – 10. Januar 1998, insgesamt 10 Wochen; → 1997) - Andrea Bocelli & Hélène Ségara – Vivo per lei – Je vis pour elle - 3 Wochen (11. Januar – 31. Januar) - Natalie Imbruglia – Torn - 1 Woche (1. Februar – 7. Februar) - Céline Dion – My Heart Will Go On - 1 Woche (8. Februar – 14. Februar, insgesamt 10 Wochen) - Janet Jackson – Together Again - 1 Woche (15. Februar – 21. Februar) - Céline Dion – My Heart Will Go On - 9 Wochen (22. Februar – 25. April, insgesamt 10 Wochen) - Madonna – Frozen - 1 Woche (26. April – 2. Mai) - Ricky Martin – La copa de la vida - 6 Wochen (3. Mai – 20. Juni) - Manau – La tribu de Dana - 12 Wochen (21. Juni – 12. September) - Daniel Lavoie, Patrick Fiori & Garou – Belle - 2 Wochen (13. September – 26. September, insgesamt 15 Wochen) - Brandy & Monica – The Boy Is Mine - 1 Woche (27. September – 3. Oktober) - Daniel Lavoie, Patrick Fiori & Garou – Belle - 13 Wochen (4. Oktober – 26. Dezember, insgesamt 15 Wochen) - Ensemble contre le Sida – Sa raison d’être - 2 Wochen (27. Dezember 1998 – 9. Januar 1999) | - Céline Dion – Let’s Talk About Love - 7 Wochen (16. November 1997 – 3. Januar 1998) - Alain Bashung – Fantaisie militaire - 1 Woche (4. Januar – 10. Januar) - Titanic: Music from the Motion Picture (Filmsoundtrack / James Horner) - 14 Wochen (11. Januar – 18. April) - Suprême NTM – Suprême NTM - 2 Wochen (19. April – 2. Mai) - Pascal Obispo – Live 98 - 1 Woche (3. Mai – 9. Mai) - Garbage – Version 2.0 - 1 Woche (10. Mai – 16. Mai) - Louise Attaque – Louise Attaque - 1 Woche (17. Mai – 23. Mai, insgesamt 10 Wochen) - Shurik'n – Où je vis - 1 Woche (24. Mai – 30. Mai) - The Smashing Pumpkins – Adore - 1 Woche (31. Mai – 6. Juni) - Louise Attaque – Louise Attaque - 6 Wochen (7. Juni – 18. Juli, insgesamt 10 Wochen) - Manau – Panique celtique - 3 Wochen (19. Juli – 8. August, insgesamt 5 Wochen; → 1999) - Louise Attaque – Louise Attaque - 3 Wochen (9. August – 29. August, insgesamt 10 Wochen) - Céline Dion – S'il suffisait d'aimer - 4 Wochen (30. August – 26. September) - Notre-Dame de Paris (Musical-Soundtrack) - 8 Wochen (27. September – 21. November, insgesamt 17 Wochen; → 1999) - Ensemble Contre Le Sida – Ensemble - 2 Wochen (22. November – 5. Dezember) - Notre-Dame de Paris (Musical-Soundtrack) - 6 Wochen (6. Dezember 1998 – 16. Januar 1999, insgesamt 17 Wochen) |